# 埃米尔·沃伊特 (体操运动员)
埃米尔·沃伊特（英語：Emil Voigt，1879年12月15日—1946年2月26日），生于密苏里州圣路易斯，美国男子竞技体操运动员。他曾获得1904年夏季奥运会体操比赛男子棍棒操银牌、吊环和爬绳铜牌。